# Sant Prist de Gatnac
Saint-Priest-d'Andelot és un municipi francès, situat al departament de l'Alier i a la regió d'Alvèrnia-Roine-Alps. L'any 2007 tenia 131 habitants.

## Demografia

### Població
El 2007 la població de fet de Saint-Priest-d'Andelot era de 131 persones. Hi havia 64 famílies de les quals 28 eren unipersonals (16 homes vivint sols i 12 dones vivint soles), 16 parelles sense fills, 12 parelles amb fills i 8 famílies monoparentals amb fills.
La població ha evolucionat segons el següent gràfic:
Habitants censats

### Habitatges
El 2007 hi havia 77 habitatges, 64 eren l'habitatge principal de la família, 4 eren segones residències i 9 estaven desocupats. 76 eren cases i 1 era un apartament. Dels 64 habitatges principals, 49 estaven ocupats pels seus propietaris, 12 estaven llogats i ocupats pels llogaters i 3 estaven cedits a títol gratuït; 1 tenia una cambra, 2 en tenien dues, 7 en tenien tres, 17 en tenien quatre i 37 en tenien cinc o més. 48 habitatges disposaven pel capbaix d'una plaça de pàrquing. A 34 habitatges hi havia un automòbil i a 24 n'hi havia dos o més.

### Piràmide de població
La piràmide de població per edats i sexe el 2009 era:
| Homes | Edats   | Dones |
| ----- | ------- | ----- |
| 0     | 95 o +  | 0     |
| 0     | 90 a 94 | 4     |
| 0     | 85 a 89 | 0     |
| 0     | 80 a 84 | 0     |
| 8     | 75 a 79 | 0     |
| 4     | 70 a 74 | 4     |
| 8     | 65 a 69 | 4     |
| 4     | 60 a 64 | 12    |
| 0     | 55 a 59 | 0     |
| 4     | 50 a 54 | 8     |
| 4     | 45 a 49 | 0     |
| 8     | 40 a 44 | 12    |
| 4     | 35 a 39 | 4     |
| 4     | 30 a 34 | 0     |
| 4     | 25 a 29 | 0     |
| 0     | 20 a 24 | 0     |
| 8     | 15 a 19 | 4     |
| 4     | 10 a 14 | 0     |
| 0     | 5 a 9   | 4     |
| 0     | 0 a 4   | 4     |

## Economia
El 2007 la població en edat de treballar era de 76 persones, 55 eren actives i 21 eren inactives. De les 55 persones actives 51 estaven ocupades (30 homes i 21 dones) i 4 estaven aturades (1 home i 3 dones). De les 21 persones inactives 11 estaven jubilades, 7 estaven estudiant i 3 estaven classificades com a «altres inactius».

### Ingressos
El 2009 a Saint-Priest-d'Andelot hi havia 67 unitats fiscals que integraven 149 persones, la mediana anual d'ingressos fiscals per persona era de 13.878 €.

### Activitats econòmiques
Dels 3 establiments que hi havia el 2007, 1 era d'una empresa de construcció, 1 d'una empresa de transport i 1 d'una empresa classificada com a «altres activitats de serveis».
Dels 3 establiments de servei als particulars que hi havia el 2009, 1 era una funerària, 1 lampisteria i 1 perruqueria.
L'any 2000 a Saint-Priest-d'Andelot hi havia 14 explotacions agrícoles que ocupaven un total de 736 hectàrees.

## Poblacions més properes
El següent diagrama mostra les poblacions més properes.